# Ратнер, Сара
Сара Ратнер (англ. Sarah Ratner; 9 июня 1903 — 28 июля 1999) — американский биохимик. Её исследования азотного обмена привели к лучшему пониманию синтеза мочевины в организме человека.
Член Национальной академии наук США (1974).

## Ранние годы, образование
Сара Ратнер родилась 9 июня 1903 года.
Её родители эмигрировали из русской деревни задолго до её рождения. Отец изучал несколько лет еврейскую библию в детстве, в остальном — занимался самообразованием. Он коллекционировал еврейскую литературу и классику конца девятнадцатого века по философии, истории и литературе. Мать была сосредоточена на заботе о семействе. В их семье было пять детей. Сара Ратнер, вместе со своим братом-близнецом, была младшей. Их домашняя библиотека была разнообразна и включала книги о технических изобретениях, и Сара Ратнер с детства интересовалась научными достижениями.
Сара Ратнер посещала школу в Нью-Йорке. Больше всего её интересовали естественные науки и математика. Сара была единственным ребёнком в семье Ратнеров, который выбрал академическое образование. Стипендия для обучения в Корнеллском университете (один из немногих университетов, где могли учиться женщины на тот момент) позволила ей получить качественное образование. С 1920 по 1924 год Сара Ратнер училась на химическом факультете Корнеллского университета.
В начале 1930-х годов стала аспирантом на кафедре биохимии, её научным руководителем стал успешный биохимик Ганс Тэчер Кларк.

## Научная деятельность
По окончании Корнеллского университета работала в области аналитической химии в лаборатории отделения педиатрии больницы колледжа Лонг-Айленда. Этот опыт работы позволил ей в соавторстве с другим учёным опубликовать в 1932 году статью о кислотно-щелочном обмене девятилетних детей в зависимости от их диеты. В том же году опубликовала ещё одну статью, совместно с Р. Курцроком, работавшим в то время в отделении акушерства и гинекологии и биохимии Больницы Слоун для женщин. Вместе с Р. Курцроком Сара Ратнер установила, что у женщин с аменореей, сопровождающейся гипоплазией влагалища, содержание фолликулярного гормона превышает норму.
Статья, в которой Сара Ратнер была единственным автором, была опубликована в 1935 году. Данная работа была основана на изучении содержания железа в зубах животных с анемией и без неё.
Диссертация для получения докторской степени Сары Ратнер относится скорее к органической химии. Работа была посвящена получению тиазолидин-4-карбоновой кислоты из цистеина и формальдегида.
В 1937 году совместно с Дэвидом Ритенбергом изучала использование изотопа водорода как метку для изучения метаболических процессов.
В 1939 году совместно с Рудольфом Шенгеймером исследовала синтез аминокислот, содержащих изотоп азота 15N.
Сара Ратнер внесла большой вклад в изучение азотного обмена и открытие биосинтеза мочевины.

## Отзывы
Цитаты из фестшрифта 1983 года в честь Сары Ратнер:

М. Л. Бланшар: 
Она преподавала очень эффективно, и то, чему я научился у нее, помогло сформировать мою жизнь.
.

М. Дж. Кун: 
Я был впечатлен ее преданностью науке, тщательностью, с которой она проводила эксперименты, и ее вдумчивым подходом к задачам - как к научным, так и к ненаучным.
.

М. Э. Джонс: 
Огромен ее авторитет как новатора и как ученого, внесшего решающий и важный вклад в изучение метаболизма азота и аминокислот. Ее личные качества, возможно, не так известны, но ими дорожат те из нас, кто имел возможность познакомиться с ней и обсудить с ней науку.
.

Х. С. Пенефски: 
Я говорю о ее глубокой приверженности высшим стандартам научного совершенства, и о естественном способе выражения этих стандартов и их передаче на собственном примере. Я думаю, что те из нас, кому выпала честь знать ее, не могли не усвоить эти уроки и не подвергнуться их влиянию.
.

Б. Петрак: 
Мое уважение к Саре продолжает расти не только из-за ее значительных научных достижений, но и из-за ее замечательных личных качеств, среди которых выделяются честность, доброта и смелость.
.

Ф. Липманн: 
Увлечение наукой, несомненно, было главным интересом в её жизни, но я хотел бы упомянуть, что у неё находилось время и на то, чтобы стать, например, экспертом в изящном искусстве переплетного дела (и это лишь один из ее побочных интересов).
.

Э. Ракер: 
Интерес Сары к музыке и искусству проявляется в ее произведениях которые являются сочинениями очень индивидуалистичного ученого. Ее вклад признан во всем мире. Ее смех и теплоту ценят все, кто ее знает.
.

О. М. Рохованский: 
Она старалась привить мне качества хорошего исследователя: непредвзятый ум, логическое мышление, осторожность в экспериментах и необходимость в дополнительной искорке — озарении, которое вмиг делает сложную проблему удивительно ясной. Это качества, которыми Сара обладает в изобилии.
.